# 盐城路
盐城路是中國上海市黃浦區西藏南路與中華路之間的道路，盐城路東端與夢花街相連。道路全长114米，宽6.2米。
道路原名典当路或典当弄，一度是片弹街路面。1966年改為現在的路名，道路名字來自江苏盐城。